# Manfredi (famiglia)
I Manfredi furono un nobile casato di probabile origine longobarda che esercitò la signoria sulla città di Faenza dal 1313 al 1501.  Le prime notizie della famiglia risalgono al secolo XI e riguardano un Manfredo figlio di Guido. Nel 1103 Alberico di Guido di Manfredo viene ricordato tra i nobili di Faenza. Essi furono tra i protagonisti di tutte le guerre che sconvolsero la Romagna nel Basso Medioevo tenendo generalmente la bandiera guelfa, che li condusse ad un'eterna rivalità con l'altra potente famiglia cittadina degli Accarisi e con la ghibellina Forlì. 

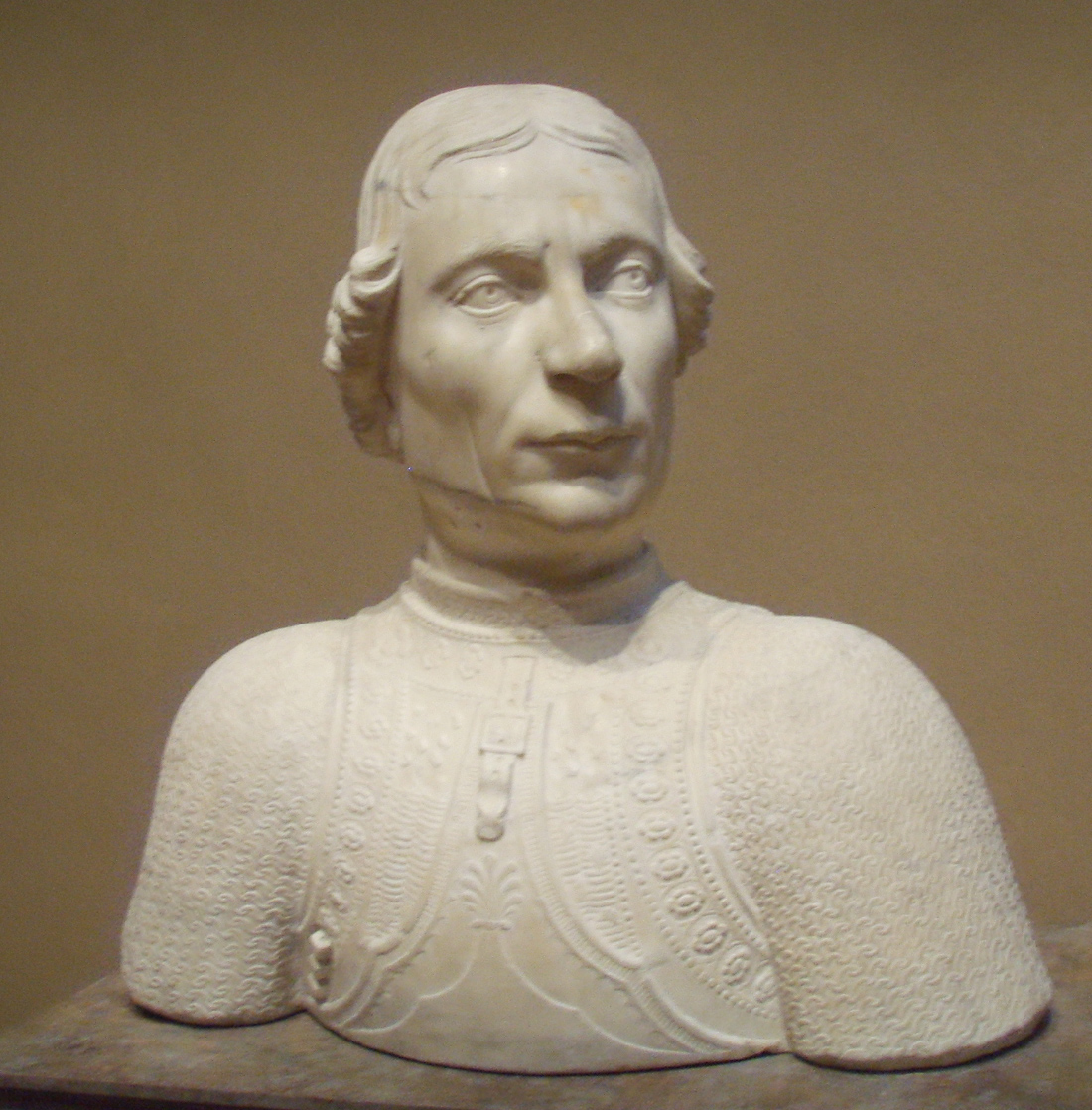
Astorre Manfredi di Mino da Fiesole (1455, National Gallery of Art, Washington).

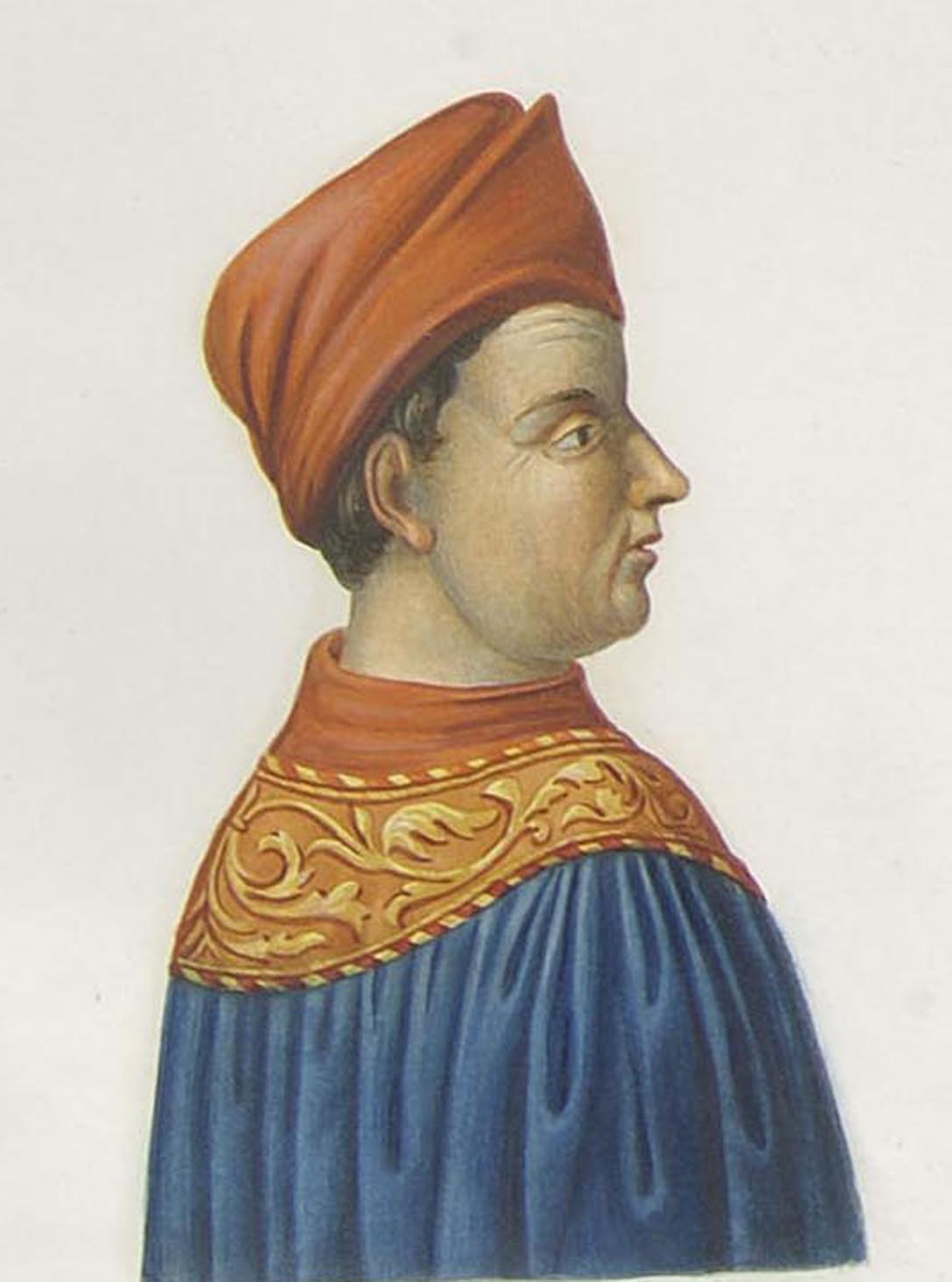
Giangaleazzo II Manfredi

## Albero genealogico essenziale
- Alberghetto (m. 1275) 
  - Francesco (I) (1260 ca. - 1343), 1º Signore di Faenza dal 1313 al 1317 e dal 1340 al 1343
    - Alberghettino (I) (1285 c. - decapitato Bologna 1329), 2º Signore di Faenza dal 1327 al 1328
    - Ricciardo (1285 c. - 1340), 3º Signore di Faenza dal 1329 al 1340
      - Giovanni (1324 - 1373), 4º Signore di Faenza, dal 1342 al 1356 
        - Astorre I (1350 c.- decapitato Faenza 1405) 5º Signore di Faenza
          - Gian Galeazzo (I) (1375 ca. - 1417) 6º Signore di Faenza
            - Guidantonio (1407-1448) 7º Signore di Faenza
              - Taddeo (1431-1486)

            - Astorre II (1412-1468) 8º Signore di Faenza
              - Carlo (II) (1439-1484) 9º Signore di Faenza
              - Galeotto (1440-1488) 10º Signore di Faenza
                - Astorre (III) (1485-assassinato 1502) 11º Signore di Faenza
                - Astorre IV (1470-1509) 12º e ultimo Signore di Faenza

              - Federico[1] (1441-1488) vescovo di Faenza
              - Barbara (1444-1466)

            - Giangaleazzo (II) (1418-1465)

## Signori di Imola
Il primo sovrano di Imola della famiglia Manfredi fu Francesco I, nominato capitano del popolo il 9 novembre 1314. Suo figlio Ricciardo, giovane uomo che aveva servito nell'esercito del re di Napoli e dal 1322 al 1327 aveva servito anche come capitano del popolo di Imola. Il fratello di Astorre II, Guidantonio (morto nel 1443), governò Imola dal 1439, tuttavia, nel 1441, Astorre II rimosse per qualche tempo suo fratello dalla signoria. Il figlio di Guidantonio, Taddeo Manfredi (morto dopo il 1484), dopo la morte di suo padre nel 1448 fu in grado di affermarsi al potere a Imola. Nel 1473, questa proprietà fu presa a Taddeo dal duca di Milano Galeazzo Maria Sforza, che trasferì Imola in dote per la figlia illegittima Caterina e a suo marito Girolamo Riario.

## Arma
Inquartato d'oro e d'azzurro.